# NGC 11
NGC 11 ist eine Spiralgalaxie vom Hubble-Typ Sa im Sternbild Andromeda am Nordsternhimmel. Sie ist schätzungsweise 205 Millionen Lichtjahre von der Milchstraße entfernt und hat einen Durchmesser von etwa 85.000 Lichtjahren. Vom Sonnensystem aus entfernt sich die Galaxie mit einer errechneten Radialgeschwindigkeit von näherungsweise 4.400 Kilometern pro Sekunde.
Das Objekt wurde am 24. Oktober 1881 vom französischen Astronomen Édouard Jean-Marie Stephan entdeckt.